# Danila Comastri Montanari
Pour les articles homonymes, voir Comastri et Montanari.
 (décembre 2023).
Si vous disposez d'ouvrages ou d'articles de référence ou si vous connaissez des sites web de qualité traitant du thème abordé ici, merci de compléter l'article en donnant les références utiles à sa vérifiabilité et en les liant à la section « Notes et références ».
Danila Comastri Montanari, née le 4 novembre 1948 à Bologne et morte le 28 juillet 2023 dans la même ville, est une romancière italienne, auteur d'une série de près de vingt romans policiers historiques se déroulant dans la Rome antique.

## Biographie
Après une licence en pédagogie et en sciences politiques, elle enseigne et voyage aux quatre coins du monde pendant vingt ans. Elle s'intéresse aussi au latin, au grec ancien, aux langues chinoises et participe à des fouilles archéologiques.
En 1990, elle publie Mors tua, la première enquête de Publius Aurélius Statius, sénateur romain de la Rome antique, dont l'intrigue a pour point de départ l'assassinat d'une jeune hétaïre. La romancière se consacre dès lors à l'écriture des aventures de Publius Aurélius Statius, souvent secondé dans ses investigations par Castor, un esclave aussi rusé qu'insolent, et par l'excentrique Pomponia. Dans Morituri te salutant (1994), l'empereur Claude charge Statius de faire la lumière sur une histoire de paris truqués sur l'issue de combats de gladiateurs qui mine le pouvoir en place. La série compte aujourd'hui dix-huit volumes, dont sept ont été traduits en France par Nathalie Bauer chez 10/18 dans la collection Grands détectives.
Outre d'autres romans historiques situés à différentes époques, Danila Comastri Montanari a également publié en 2007 un essai, intitulé Giallo antico. Come si scrive un poliziesco storico, qui expose une méthode pour écrire des thrillers historiques.

## Œuvre

### Romans

#### SérieEnquêtes du Sénateur Publius Aurélius Statius

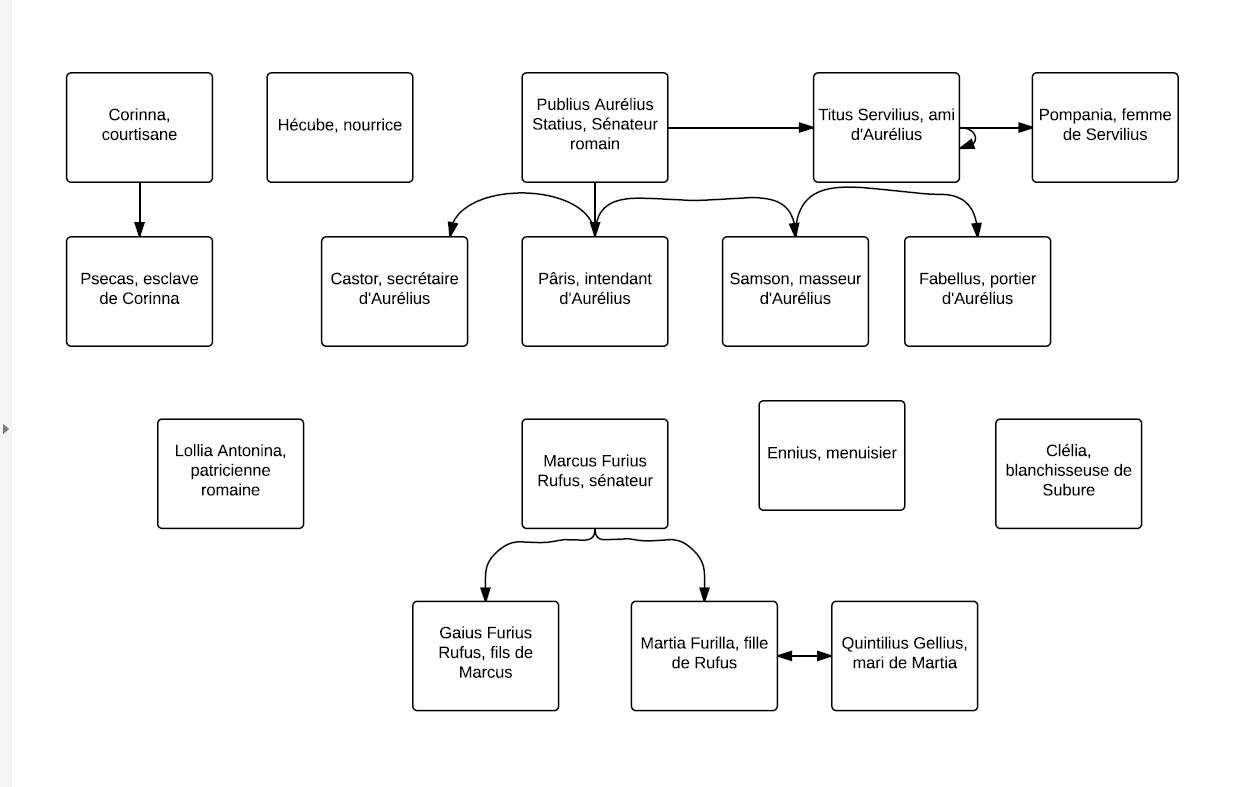
Organigrame fait à partir du livre de Danila Comastri Montanari

- Mors tua (1990)Organigrame fait à partir du livre de Danila Comastri Montanari Publié en français sous le titre Mors tua, traduit par Nathalie Bauer, Paris, 10/18 « Grands détectives » no 4151, 2008  (ISBN 978-2-264-04726-7)
- In corpore sano (1991) Publié en français sous le titre In corpore sano, traduit par Nathalie Bauer, Paris, 10/18 « Grands détectives » no 4050, 2007  (ISBN 978-2-264-04639-0)
- Cave canem (1993) Publié en français sous le titre Cave canem, traduit par Nathalie Bauer, Paris, 10/18 « Grands détectives » no 3701, 2004  (ISBN 2-264-03792-X)
- Morituri te salutant (1994) Publié en français sous le titre Morituri te salutant, traduit par Nathalie Bauer, Paris, 10/18 « Grands détectives » no 3702, 2004  (ISBN 2-264-03793-8)
- Parce sepulto (1996) Publié en français sous le titre Parce sepulto, traduit par Nathalie Bauer, Paris, 10/18 « Grands détectives » no 3760, 2005  (ISBN 2-264-03993-0)
- Cui prodest ? (1997) Publié en français sous le titre Cui prodest ?, traduit par Nathalie Bauer, Paris, 10/18 « Grands détectives » no 3878, 2006  (ISBN 2-264-04231-1)
- Spes, ultima dea (1999) Publié en français sous le titre Spes, ultima dea, traduit par Nathalie Bauer, Paris, 10/18 « Grands détectives » no 3972, 2006  (ISBN 2-264-04288-5)
- Scelera (2000)
- Gallia est (2001)
- Saturnalia (2002)
- Ars moriendi (2003)
- Olympia (2004)
- Tenebrae (2005)
- Nemesis (2007)
- Dura lex (2009)
- Tabula rasa (2011)
- Pallida mors (2013)

#### Autres romans policiers historiques
- Il panno di Mastro Gervaso (1997)
- Una strada giallo sangue (1999)
- La campana dell'arciprete (2001)
- Ricette per un delitto (2002)
- Istigazione a delinquere (2003)
- Terrore (2008)

### Recueils de nouvelles

#### SérieEnquêtes du Sénateur Publius Aurélius Statius
- Vacanze romane (1994)

### Autre recueil de nouvelles
- La sagra del parmigiano (2008)

### Autre ouvrage
- Giallo antico. Come si scrive un poliziesco storico (2007)

## Source
- Jean Tulard, Dictionnaire du roman policier : 1841-2005. Auteurs, personnages, œuvres, thèmes, collections, éditeurs, Paris, Fayard, 2005, 768 p. (ISBN 978-2-915793-51-2, OCLC 62533410), p. 503.